# Арга (Амурская область)
Арга́ — станция (населённый пункт) в Серышевском районе Амурской области, Россия.
Административный центр Аргинского сельсовета.
Основано в 1929 году. Название с якутского «арга» – спина, запад, западный, тыл, задняя сторона; с эвенкийского «аргиш» – нартовый поезд, когда олени идут один за другом.

## География
Станция Арга расположена на Транссибе, к северу от пос. Серышево, расстояние до районного центра (через сёла Озёрное и Белоногово) — 22 км.
От населённого пункта до левого берега реки Зея — около 3 км. В окрестностях станции протекает река Арга, левый приток Зеи.
От станции Арга на север идёт дорога к селу Введеновка, на восток — к селу Весёлое, на запад — к автомобильному мосту через Зею и в село Бардагон Свободненского района.

## Население
| 2002 | 2010 | 2012 | 2013 | 2014 | 2015 | 2016 |
| ---- | ---- | ---- | ---- | ---- | ---- | ---- |
| 747  | ↘657 | ↘623 | ↘606 | ↘593 | ↗596 | ↘579 |
| 2017 | 2018 |      |      |      |      |      |
| ↘558 | ↗568 |      |      |      |      |      |

## Инфраструктура
- Станция Арга Забайкальской железной дороги.
- Железнодорожные мосты на Транссибе через Зею.